# Artabotrys congolensis
Artabotrys congolensis este o specie de plante angiosperme din genul Artabotrys, familia Annonaceae, descrisă de De Wild. și Théophile Alexis Durand. Conform Catalogue of Life specia Artabotrys congolensis nu are subspecii cunoscute.